# ابومنصور جوالیقی
ابومنصور موهوب بن احمد جَوالیقی (۱۰۷۴ - ۱۱۴۴م) زبان‌شناس، محدث، فقیه و ادیب عراقی بود.
واژهٔ جوالیقی، منسوب به جَوالیق، جمعِ جُوالِق، است. به گفتهٔ خود او، جُوالق (و جُوال) مُعرَّب گُواله (کیسه بزرگ) است. گویا یکی از نیاکان وی، جوال‌دوز یا جوال‌فروش بوده‌است. در عربی، غالباً صفت نسبی با واژه مفرد ساخته می‌شود؛ ازاین‌رو، ساخته شدن صفت نسبی با جوالیق، که جمع است، نادر است. در این باره مناظره‌ای نیز میان جوالیقی و هروی نحوی (متوفی ۵۳۶) در بغداد درگرفت.
وی در ۱۵ محرّم ۵۳۹ سال ۵۲۹ یا ۵۴۰ در بغداد درگذشت. برخی سال ولادت او «۴۶۵» را، به اشتباه، سال درگذشت وی دانسته‌اند. او در باب حرب بغداد، کنار قبر پدرش، دفن شده‌است.